# (256369) Vilain
(256369) Vilain est un astéroïde de la ceinture principale.

## Description
(256369) Vilain est un astéroïde de la ceinture principale. Il fut découvert le 20 décembre 2006 à l'observatoire de Saint-Sulpice par Bernard Christophe. Il présente une orbite caractérisée par un demi-grand axe de 2,61 UA, une excentricité de 0,31 et une inclinaison de 0,5° par rapport à l'écliptique.

## Compléments